# Kaspisk trut
Kaspisk trut (Larus cachinnans) är en trut inom familjen måsfåglar (Laridae). Den häckar från östra Europa österut till västra Kina. Tidigare behandlades den som underart till gråtruten, men står egentligen närmare silltruten. IUCN kategoriserar den som livskraftig.

## Systematik och utbredning
Kaspisk trut ingår i gråtrutskomplexet och har haft mycket omdiskuterad status. Den kategoriserades tidigare som underart till gråtrut. Vintern 2003 beslutade SOF att dela upp delar av gråtrutskomplexet i fyra arter, varav kaspisk trut var en. I januari 2008 publicerade British Ornithologists' Union (BOU) sitt beslut att även de  behandlar kaspisk trut som god art.
Även frågan kring vilka populationer som ska ingå i arten har varit omdiskuterat. Tidigare har exempelvis tundratrut (både heuglini och barabensis) behandlats som underart, liksom kanadatrut, medelhavstrut och armenisk trut. Både BirdLife och IOC behandlar idag kaspisk trut som en monotypisk art, det vill säga att den inte delas upp i några underarter.

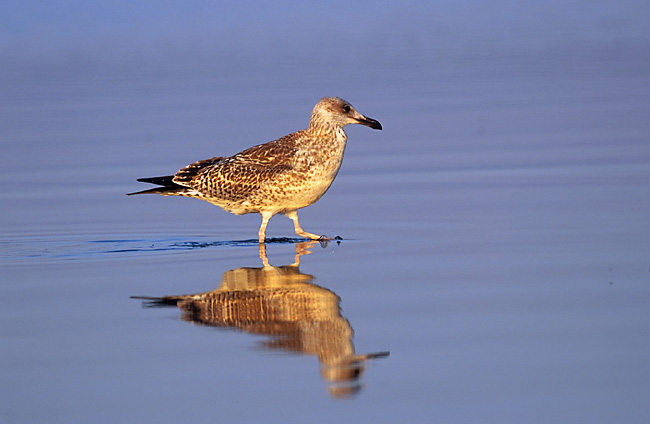
Juvenil kaspisk trut i Polen.

Tidigare ansågs kaspisk trut bara häcka i området runt Kaspiska havet och österut till Transbajkal. På senare tid har man funnit att den även häckar i Polen och Tyskland, och österut till Balkhashsjön och allra västligaste delarna av Xinjiang. Vissa delar av populationen flyttar vintertid. Den övervintrar vid Kinas sydostkust, runt Persiska viken och Pakistans kustremsa, vid Röda havet, runt Turkiets kuster både i norr mot Svarta havet och i sydväst mot Medelhavet, och vid norra Europas kuster i främst Nederländerna, Danmark, Tyskland och Polen.

### Kaspisk trut i Sverige

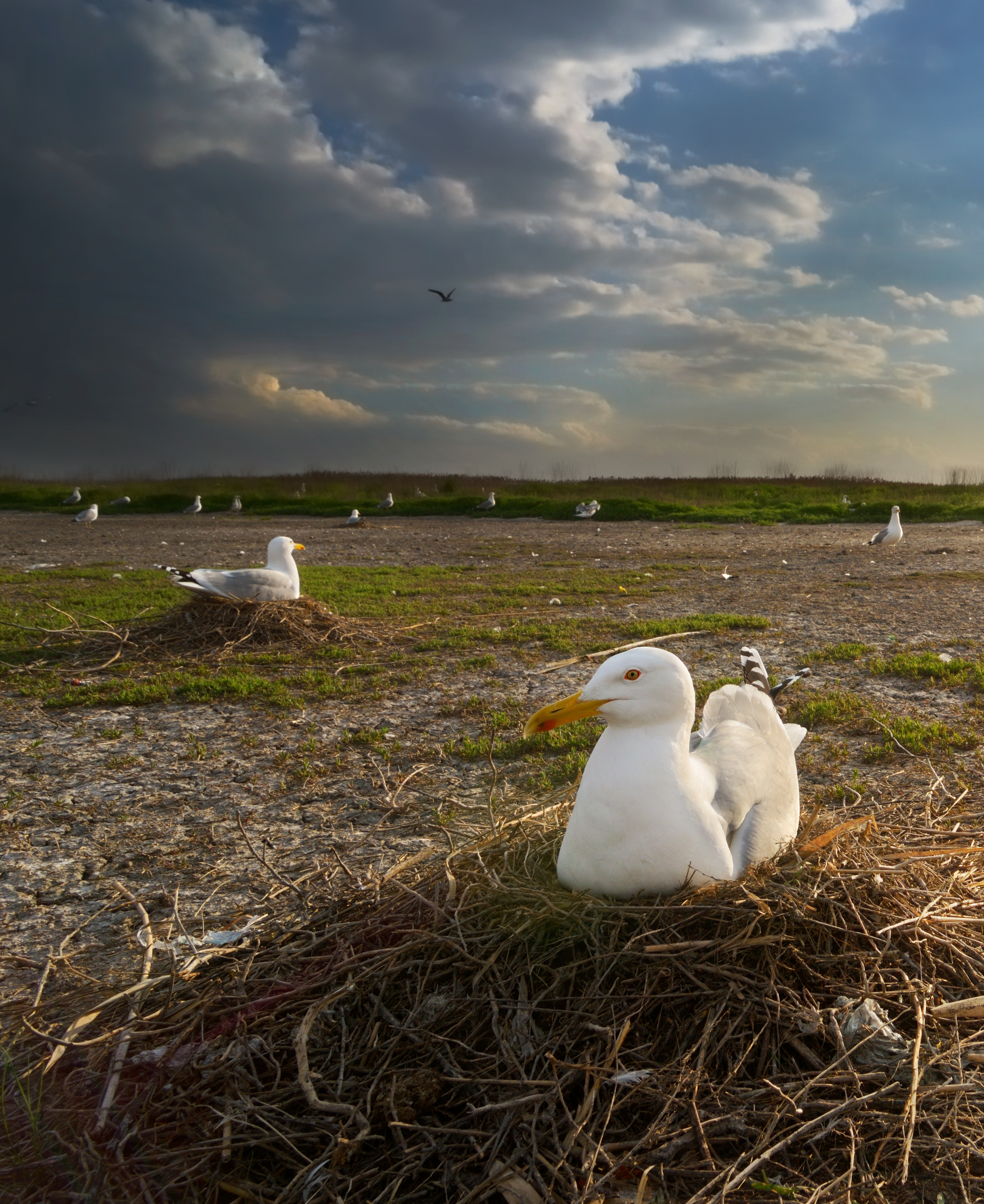
Kaspisk trut häckar oftast på plan, låglänt mark nära vatten.

Sedan 2003 då kaspisk trut blev klassificerad som en egen art i Sverige har fågelskådare haft ett större fokus på att finna dessa trutar och därmed har också antalet dokumenterade kaspiska trutar ökat markant. Speciellt höst och vintertid ses de främst kring kusterna i södra Sverige, på Västkusten och kring de södra kusterna i Östersjön främst kring Öland och Gotland. Merparten av dessa fåglar har setts från och med augusti till och med första veckan i november. Till största delen är det icke adulta fåglar som påträffas.

## Utseende
Att artbestämma en kaspisk trut från en gråtrut eller en medelhavstrut kräver stor erfarenhet, speciellt om man inte befinner sig i fågelns häckningsområde och observerar en fågel på sitt andra levnadsår i gråspräcklig fjäderdräkt. Men det finns signifikanta skillnader. Däremot ska det tilläggas att enbart en av dessa skillnader inte räcker för att man ska vara säker på att det är en kaspisk trut, utan det behövs flera diagnostiska detaljer som ska överensstämma för att man med säkerhet ska veta vad det är för art.
I jämförelse med gråtrut och medelhavstrut är den slankare, har mindre huvud och längre vingar. Den står ofta mer upprätt med vingarna ganska lågt hållna och, antingen, med utskjutet bröst eller med sträckt hals.
Eftersom kaspisk trut häckar längre söderut än svenska gråtrutar så ruggar de tidigare och anlägger därför sina dräkter tidigare. Därför kan en grå trut som är inne i en annan dräktfas än de andra trutarna runt omkring vara en bra indikation på att det är en annan art. Rätt åldersbestämning är en förutsättning för att kunna arta fågeln.
Notera förutom de olika ruggningsfaserna även att den kaspiska truten har en större utbredning av svart på de yttre vingpennorna och att den har komplett svart band på sex vingpennor istället för gråtruten som vanligtvis har det på fem. Det svarta partiet på de yttre vingpennorna hos den kaspiska truten har en utbredning som en månskära medan gråtrutens är mer triangelformad.
Läs mer om trutars ruggning.

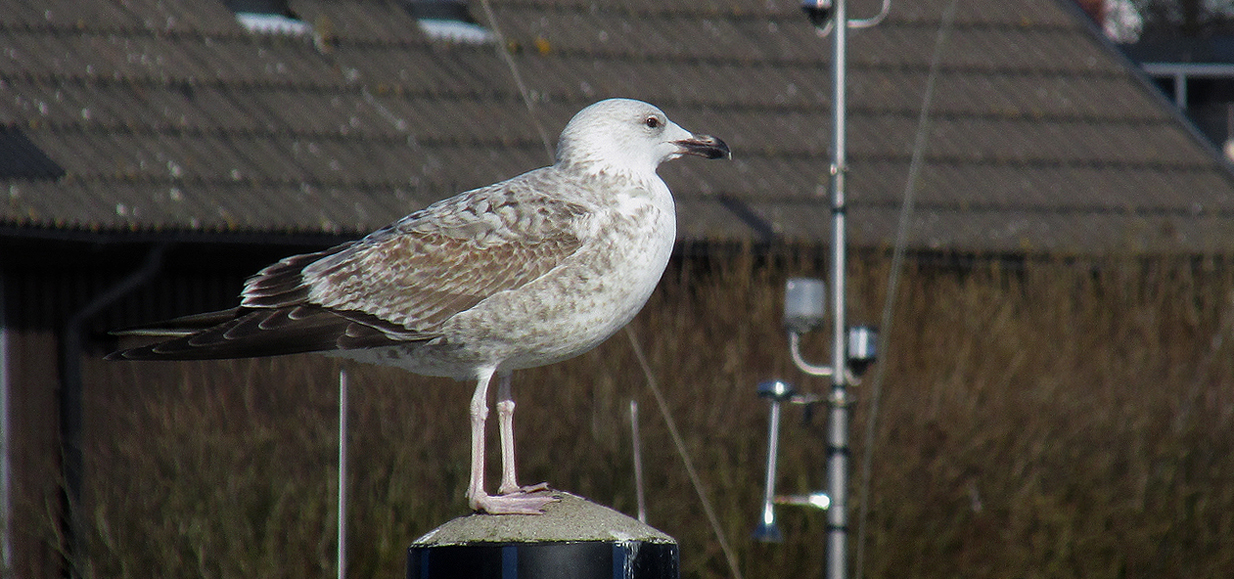
Kaspisk trut under andra kalenderåret (2k) fotograferad i mars.

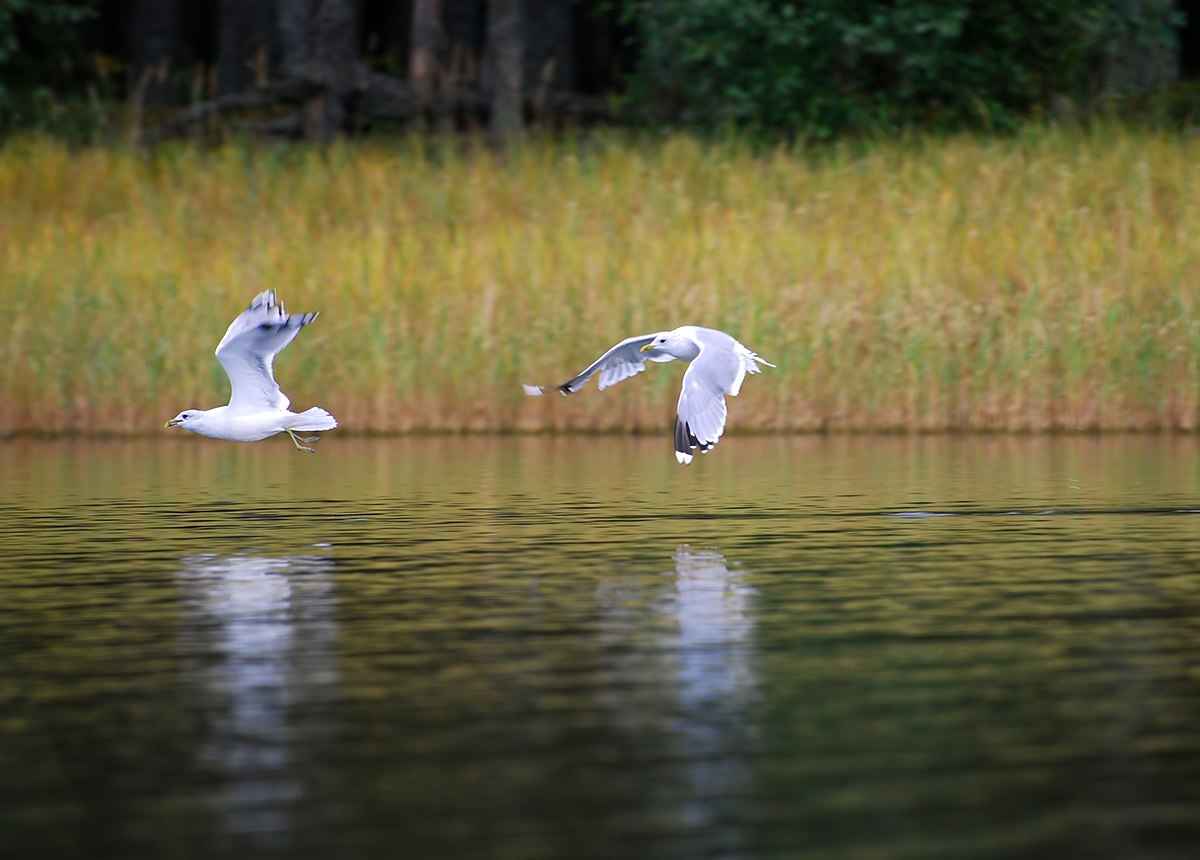
Flygande kaspiska trutar.

Den kaspiska truten har längre ben än gråtrut och medelhavstrut och den häckande fågeln har en gulaktig ton istället för gråtrutens tuggummiskära. Däremot är nyansen mer gulgrön än hos medelhavstruten som har kraftigt gulare färg. Dessa nyansskillnader gäller också för näbben. Då ska det tilläggas att de adulta kaspiska trutarna som inte häckar, vilket gäller den absoluta merparten av sedda fåglar i Sverige, har en än mer ickegul ton som istället går mer i gul-grön-grå-rosa. Kaspisk trut har oftast mörk pupill.
Näbben hos kaspisk trut ser längre ut än hos gråtruten och näbbspetsen är mer flack. Huvudformen skiljer sig då näbben i det närmaste omärkligt glider över i den flacka pannan och huvudets högsta punkt befinner sig bakom ögat till skillnad från gråtruten som har ett mer jämnt rundat huvud utan tydliga vinklar. Medelhavstruten i sin tur har ett mer fyrkantigt format huvud.
Den flygande kaspiska truten har en buk som i det närmaste går lite inåt vilket gör att de lägsta punkterna på fågeln befinner sig både framför och bakom buken till skillnad från gråtruten som har en rund buk.

## Läten
Kaspisk trut har ljusare röst än medelhavstruten och raskare tempo. Parningsropet jämförs ibland med ett sjölejons eller en åsnas läte.

## Ekologi
Kaspisk trut häckar oftast på plan, låglänt mark i närheten av vatten till skillnad från medelhavstrut som huvudsakligen placerar sitt bo på klippor. Häckningssäsongen inleds i början av april. Den lägger två eller tre ägg som ruvas i 27 till 31 dagar. De är asätare och predatorer med en mycket varierad föda. Under häckningssäsongen äter de ofta gnagare som de fångar på stäppen.

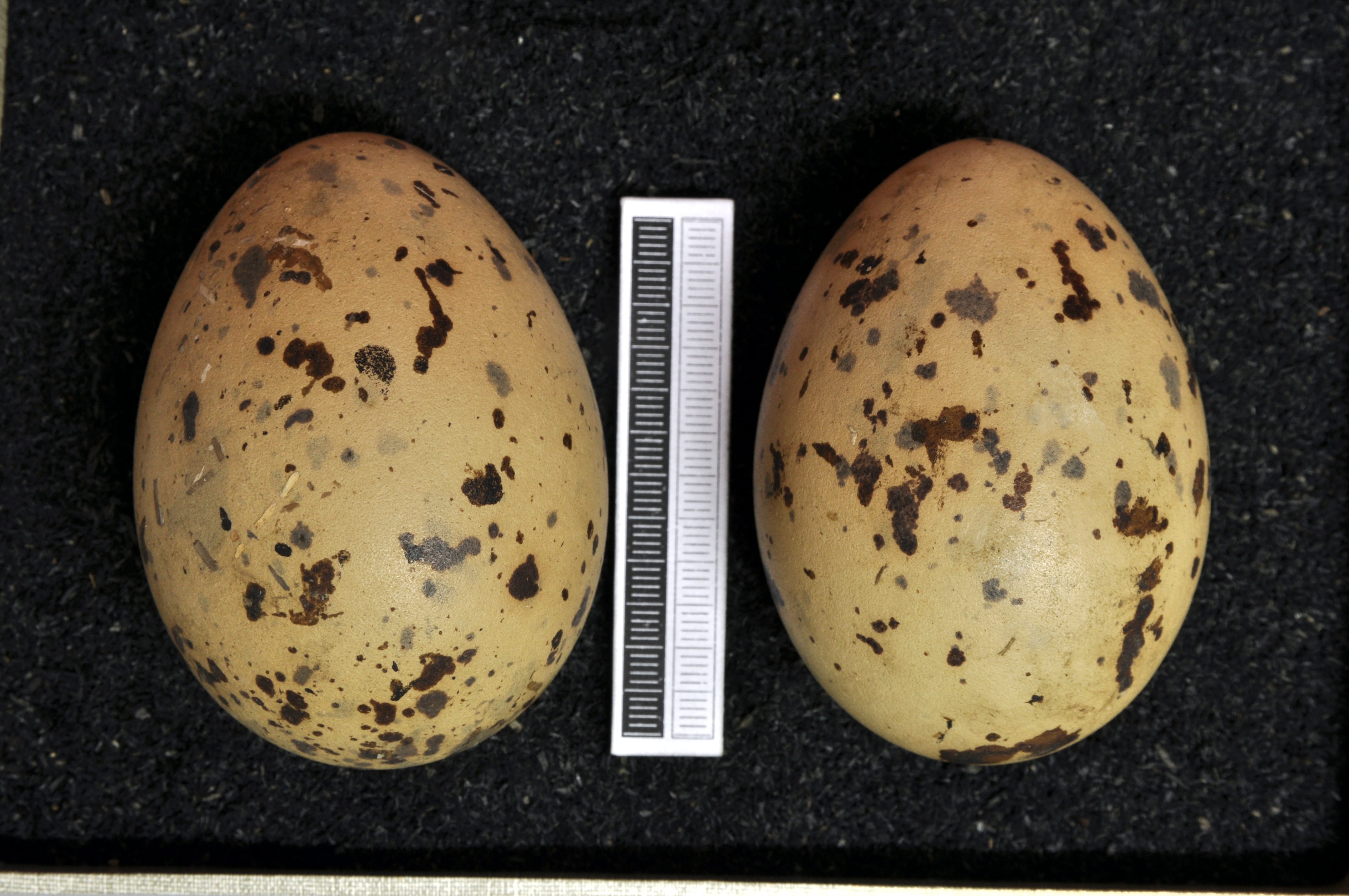
Ägg av kaspisk trut.

## Kaspisk trut och människan

### Status och hot
Kaspisk trut har ett stort utbredningsområde som uppskattas till 1 000 000–10 000 000 km². Världspopulationen uppskattas till 770 000–1 800 000 individer och IUCN klassificerar den som livskraftig (LC).

### I kulturen
I Nikolai Gogols roman Taras Bulba omtalas fågeln som степная чайка . I den svenska upplagan av Jarl Hemmer översattes namnet till stäppmås eftersom det svenska trivialnamnet kaspisk trut inte existerade 1926 när översättningen gjordes. Fågeln förekommer i följande liknelse: Nu satt hon där och krökte sig med glödande ömhet över sina barn, som en stäppmås vid sitt bo.